# 斯克利亚耶沃农村居民点
斯克利亚耶沃农村居民点（俄语：Скляевское сельское поселение）是俄罗斯联邦沃罗涅日州拉蒙区所属的一个农村居民点。其下辖有7个居民点，行政中心为斯克利亚耶沃。据2016年统计，该农村居民点的人口为746人。